# Романовская, Евгения Михайловна
Евге́ния Миха́йловна Романо́вская (6 января 1907, Вильно, Литовская губерния — 19 января 1996, Пчельники, Воронежская область) — русская советская художница и педагог. Заслуженный работник культуры РСФСР (1969).

## Биография
Родилась 6 января 1907 года в городе Вильно (современный Вильнюс). Позднее переехала в Воронеж. Обучалась у Александра Алаксеевича Бучкури и Сергея Михайловича Романовича в местном художественно-промышленный техникуме, который окончила в 1928 году. Продолжила обучение в Ленинграде в студии при Доме художников. В 1946 году возвратилась в Воронеж. С 1955 по 1975 годы была руководителем художественной студии при Доме культуры имени Коминтерна. В 1967 году стала одним из основателей Воронежской детской художественной школы, которой руководила вплоть до 1983 года, а преподавала там до 1991 года. В 1969 году Романовской было присвоено звание Заслуженного работника культуры РСФСР. Скончалась 19 января 1996 года в деревне Пчельники Воронежской области.

## Творчество
Романовская работала в жанрах портрета, пейзажа, натюрморта. Участвовала в выставках начиная с середины 1920-х годов. Некоторые её работы находятся в собрании Воронежского областного художественного музея. Также автор опубликованных в 1990 году воспоминаний о Сергее Михайловиче Романовиче.